# نواوکس
نواوکس (انگلیسی: Novavax) شرکت داروسازی آمریکایی است، که در سال ۱۹۸۷ تأسیس شد.